# Jordan Sarrou
Jordan Sarrou, né le 9 décembre 1992 à Saint-Étienne, est un coureur cycliste français spécialiste de VTT cross-country. Il est notamment champion du monde de VTT cross-country en 2020 et quintuple champion du monde du relais mixte. Il a remporté un total de dix médailles aux mondiaux de VTT.

## Biographie
Il commence le vtt à l'âge de 9 ans. Il est étudiant à l'université de Savoie.
En 2015, il conserve son titre de champion du monde du relais mixte en VTT (avec Pauline Ferrand-Prévot, Antoine Philipp et Victor Koretzky).
En 2020, il devient à Leogang champion du monde de cross-country, après avoir décroché un quatrième titre mondial sur le relais mixte.

## Palmarès en VTT

### Jeux olympiques
- Tokyo 2020
  - 9e du cross-country
- Paris 2024
  - 14e du cross-country

### Championnats du monde
- Saalfelden-Leogang 2012
  -  Médaillé d'argent du relais mixte (avec Victor Koretzky, Julie Bresset et Maxime Marotte)
- Pietermaritzburg 2013
  -  Médaillé d'argent du relais mixte (avec Raphaël Gay, Julie Bresset et Maxime Marotte)
- Hafjell 2014
  -  Champion du monde du relais mixte (avec Maxime Marotte, Hugo Pigeon et Pauline Ferrand-Prévot)
  -  Médaillé d'argent du cross-country espoirs
- Vallnord 2015
  -  Champion du monde du relais mixte (avec Pauline Ferrand-Prévot, Victor Koretzky et Antoine Philipp)
- Nové Město 2016
  -  Champion du monde du relais mixte (avec Pauline Ferrand-Prévot, Victor Koretzky et Benjamin Le Ny)
- Cairns 2017
  -  Médaillé de bronze du relais mixte
- Mont Saint-Anne 2019
  -  Médaillé de bronze du relais mixte
- Leogang 2020
  -  Champion du monde de cross-country
  -  Champion du monde du relais mixte (avec Mathis Azzaro, Luca Martin, Loana Lecomte, Léna Gérault, Olivia Onesti)[4]
- Val di Sole 2021
  -  Champion du monde du relais mixte (avec Mathis Azzaro, Adrien Boichis, Léna Gérault, Tatiana Tournut et Line Burquier)
- Les Gets 2022
  - 6e du cross-country
- Glasgow 2023
  -  Médaillé d'argent du relais mixte
- Pal Arinsal 2024
  - 9e du cross-country

### Coupe du monde
- Coupe du monde de cross-country espoirs (1)
  - 2013 : 5e du classement général, vainqueur d'une manche
  - 2014 : 1er du classement général, vainqueur de cinq manches

- Coupe du monde de cross-country
  - 2015 : 26e du classement général
  - 2016 : 7e du classement général
  - 2017 : 5e du classement général
  - 2018 : 11e du classement général
  - 2019 : 5e du classement général
  - 2021 : 5e du classement général
  - 2022 : 14e du classement général
  - 2023 : 2e du classement général, vainqueur d'une manche
  - 2024 : 8e du classement général

- Coupe du monde de cross-country short track
  - 2022 : 13e du classement général
  - 2023 : 2e du classement général, vainqueur d'une manche
  - 2024 : 13e du classement général

### Championnats d'Europe
- 2013
  -  Champion d'Europe de cross-country moins de 23 ans
- 2014
  -  Champion d'Europe de cross-country moins de 23 ans
  -  Champion d'Europe du relais mixte (avec Maxime Marotte, Hugo Pigeon et Margot Moschetti)
- 2016
  -  Médaillé d'argent du relais mixte
- 2020
  -  Médaillé d'argent du relais mixte

### Championnats de France
- 2009
  -  Champion de France de cross-country juniors
- 2012
  -  Champion de France de cross-country espoirs
- 2013
  - 3e du cross-country espoirs
- 2014
  -  Champion de France de cross-country espoirs
- 2015
  - 3e du cross-country
- 2019
  - 2e du cross-country
- 2020
  -  Champion de France de cross-country
- 2021
  - 2e du cross-country
- 2023
  - 2e du cross-country
- 2024
  -  Champion de France de cross-country

## Palmarès sur route

### Par années
- 2014
  - 2e (contre-la-montre par équipes) et 3e étapes du Tour de la CABA
  - 2e du Tour de la CABA
  - 3e de la Ruota d'Oro
- 2016
  - 2e de la Transversale des As de l'Ain

### Classements mondiaux
| Année           | 2014 |
| --------------- | ---- |
| UCI Europe Tour | 557e |